# 临终
临终、弥留或临死是一个生命在走向死亡之前的最后一个阶段。

## 征兆
美国国家癌症研究所的研究显示，出现以下一些迹象可能表明死亡即将来临：
- 嗜睡、睡眠时间增加和/或反应迟钝（由患者新陈代谢的变化引起）。
- 对亲人的时间、地点和/或身份混淆不清； 坐立不安；看见不存在或已不存在的人和地方；拉扯床单或衣服（部分原因是患者新陈代谢的变化）。
- 减少或退出社交（由于大脑供氧减少、血流量减少和死亡的心理准备）。
- 食欲不振（由于身体需要保存能量以及正常摄入食物和液体的能力下降）。
- 失去对膀胱或肠道的控制（由骨盆区域肌肉松弛引起）。
- 尿液变黑或尿量减少（由肾功能衰退和/或液体摄入量减少引起）。
- 皮肤变凉，尤其是手和脚；皮肤可能会变蓝，尤其是在身体下方（由于四肢循环减少）。
- 呼吸时发出嘎嘎声或咯咯声，可能很响（死前喉鸣）； 呼吸不规则且浅浅； 每分钟呼吸次数减少； 呼吸在快慢之间交替（由液体消耗的减少所引起的充血、体内废物堆积和/或器官循环减少）。
- 习惯性地将头部转向光源（由视力下降引起）。
- 对疼痛的容忍度下降（由疾病进展引起）。
- 不自主运动（称为肌阵挛）、心率加快、高血压继发低血压[3]以及腿部和手臂反射丧失是生命即将结束的其他迹象。